# Halford (Schiff)
Die USS Halford (DD-480) war ein zur Fletcher-Klasse gehörender Zerstörer der U.S. Navy und nahm am Zweiten Weltkrieg teil.
Sie wurde am 10. April 1943 in Dienst gestellt und im Pazifik eingesetzt. Nach dem Kriegsende gehörte die USS Halford bis 1968 zur Reserveflotte und wurde 1970 zum Abbruch verkauft.

## Namensgeber
William Halford (1841–1919), Träger der Medal of Honor, war Deckoffizier der United States Navy. Er wurde später zum Offizier ernannt und zum Lieutenant befördert.

## Technik

### Rumpf und Antrieb
Der Rumpf der USS Halford war 114,7 m lang und 12,2 m breit. Der Tiefgang betrug 5,4 m, die Verdrängung 2.100 Tonnen. Der Antrieb des Schiffs erfolgte durch zwei Dampfturbinen von General Electric, der Dampf wurde in vier Kesseln von Babcock & Wilcox erzeugt. Die Leistung betrug 60.000 Wellen-PS, die Höchstgeschwindigkeit lag bei 35 Knoten.

### Bordflugzeug
Die Halford war einer von sechs Zerstörern der Fletcher-Klasse, die mit einem Mark-VI-Flugzeugkatapult und einem Bordflugzeug vom Typ Vought Kingfisher ausgerüstet werden sollten. Neben der Halford erhielten nur zwei weitere (Stevens (DD-479) und Pringle (DD-477)) tatsächlich ein Katapult. Das Katapult und der Kran zur Aufnahme des Flugzeuges befanden sich anstelle des zweiten Torpedorohrsatzes, dem Geschütz #3 und dem zweiten Deck des Deckshauses, auf dem die meisten Fletcher-Zerstörer ein 40-mm-Zwilling-Flugabwehrgeschütz hatten, achtern des zweiten Schornsteins. Das 40-mm-Geschütz befand sich auf dem Achterdeck kurz vor den Wasserbombenablaufschienen, wo sich sonst 20-mm-Geschütze befanden.
Die ursprüngliche Planung sah vor, dass das Bordflugzeug als Aufklärer für die Zerstörerflottille dienen sollte, zu der die USS Halford gehörte. Der Start sollte mittels Katapult erfolgen, die Landung in Nähe des Zerstörers auf dem Wasser. Anschließend wurde das Flugzeug mit dem Kran wieder auf das Katapult gehoben. Durch den Neubau von Kreuzern und Schnellen Schlachtschiffen, die ebenfalls mit Bordflugzeugen ausgerüstet waren, sowie von Flugzeugträgern in Verbindung mit dem geänderten Einsatzprofil der Zerstörer erwies sich das Konzept als obsolet. Ein weiterer Grund lag in den durch Katapult und Flugzeug bis an die Grenzen aufgebrauchten Gewichtsreserven, die eine als notwendig erkannte Verstärkung der Flugabwehrbewaffnung nicht mehr zuließ. Ende 1943 wurde das Katapult der USS Halford ausgebaut.

### Bewaffnung und Elektronik
Hauptbewaffnung der USS Halford waren bei Indienststellung ihre vier 5-Zoll-127-mm-Mark-30-Einzeltürme. Die Bewaffnung wurde nach dem Entfernen des Katapults geändert und ein fünfter 5-Zoll-Turm nachgerüstet. Dazu kamen diverse Flugabwehrkanonen. Die Flugabwehrbewaffnung wurde im Laufe des Krieges weiter verstärkt.
Die USS Halford war mit Radar ausgerüstet. Am Mast über der Brücke waren ein SG- und ein SC-Radar montiert, mit denen Flugzeuge auf Entfernungen zwischen 15 und 30 Seemeilen und Schiffe in Entfernungen zwischen 10 und 22 Seemeilen geortet werden konnten.

## Geschichte
Die Halford wurde am 3. Juni 1941 auf der Puget Sound Navy Yard in Bremerton, Washington, auf Kiel gelegt. Am 29. Oktober 1942 wurde sie von Eunice Halford, der Tochter des Namensgebers, getauft und am 10. April 1943 unter dem Kommando von Lieutenant Commander G. N. Johansen in Dienst gestellt.

### 1943

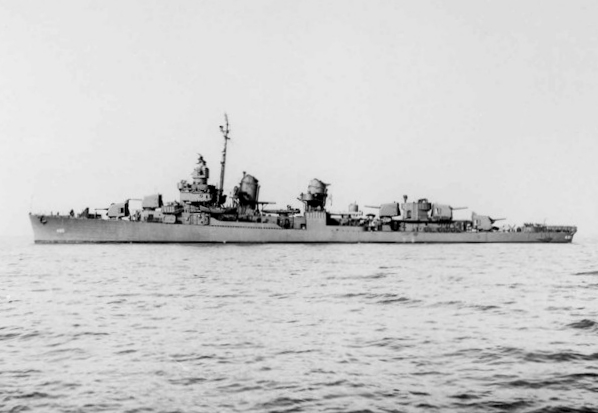
USS Halford nach dem Umbau, 3. Dezember 1943

Am 5. Juli verließ die USS Halford San Diego und nahm Kurs auf Pearl Harbor, wo sie fünf Tage später einlief. Während der folgenden dreieinhalb Monate diente sie zur Erprobung der Durchführbarkeit von Flugzeugoperationen auf kleineren Schiffen. Aufgrund taktischer Änderungen und der angewachsenen Anzahl von Flugzeugträgern begann am 27. Oktober 1943 auf der Mare Island Naval Shipyard der Umbau des Schiffes, bei dem das Katapult entfernt wurde. Durch die Ausrüstung der USS Halford mit einem fünften 5″-Geschützturm und einem zweiten Torpedorohrsatz entsprach ihre Bewaffnung nach dem Umbau weitestgehend der ihrer Schwesterschiffe. Am 6. Dezember stach die USS Halford in See und lief über Pearl Harbor, Funafuti und Espiritu Santo nach Tutuila, Samoa. Ende Dezember 1943 eskortierte sie den Truppentransporter Lurline mit US Marines als Verstärkung für Guadalcanal, wo sie anschließend den U-Jagd-Verband anführte. Zusätzlich setzte sie ihre Artillerie zur Unterstützung des Brückenkopfes bei Bougainville ein.

### 1944
Im Januar 1944 wurde die Halford zusammen mit Waller und Wadsworth gegen den japanischen Schiffsverkehr vor der Ostküste Neuirlands, gegen Küstenstellungen im Bereich der Buka Passage und Einrichtungen auf Choiseul eingesetzt.
Die USS Halford wurde das Flaggschiff von Admiral Wilkinson beim Angriff auf die Green Islands. Wilkinsons Gruppe transportierte die 3. New Zealand Division unter dem Kommando von Major General Barrowclough von Vella Lavella und den Treasury-Inseln. Am Morgen des 15. Februar 1944 erreichte der Verband Barahun und begann mit dem Ausschiffen der Truppen. Der Zerstörer bezog Position vor der Küste. Zwei Stunden nach dem Beginn der Landung waren alle 5800 Soldaten der Division angelandet.
Die nächsten Operationen des Destroyer Squadron (DESRON) 45 führten die Halford vor die Westküste Neuirlands, wo die Zerstörer gegen japanische Schiffsbewegungen eingesetzt wurden. Zusammen mit der Bennett versenkte die Halford in der Nacht vom 24. auf den 25. Februar zwei Küstenschiffe und beschädigte ein Patrouillenfahrzeug. In den darauffolgenden drei Tagen operierten die Zerstörer südlich des japanischen Marinestützpunktes auf Truk. Anschließend lief die Halford nach Purvis Bay, um versorgt zu werden.
Im Frühjahr 1944 eskortierte der Zerstörer Nachschubtransporte zu den nördlichen Salomonen. Anfang Juni wurden Vorbereitungen für die Teilnahme an der Eroberung der Marianen getroffen. In der Anfangsphase der Operation Forager, während der die USS Halford für 75 Tage in See stehen sollte, beschoss das Schiff Küstenstellungen an der Westküste Tinians. Am 17. Juni stieß die USS Halford zur Task Force 58 von Admiral Marc A. Mitscher und nahm an der Schlacht in der Philippinensee teil. Ende August waren die Marianen fest in amerikanischer Hand.
Nach Einsätzen vor Guam beschoss der Zerstörer zwischen dem 4. und 21. September 1944 Angaur, um die Landung auf der Insel vorzubereiten.

### Die Schlacht in der Surigao-Straße
Im Oktober wurde die Halford der Task Group TG 77.2 unter dem Kommando von unter Admiral Jesse B. Oldendorf unterstellt. TG 77.2, bestehend aus sechs Schlachtschiffen, drei Schweren Kreuzern, zwei Leichten Kreuzern und fünfzehn Zerstörern, beschoss am 18. Oktober zur Vorbereitung der Invasion Ziele auf Leyte. Am 24. Oktober erhielt die TG 77.2 den Auftrag die Straße von Surigao zu sperren und so den Vorstoß japanischer Kräfte in den Golf von Leyte zu verhindern. Die 1. Kampfgruppe C, kommandiert von Vizeadmiral Shōji Nishimura, bestand aus zwei Schlachtschiffen, einem Schweren Kreuzer und vier Zerstörern. Gegen 3:00 Uhr des 25. Oktober 1944 griffen die amerikanischen Zerstörer radargestützt mit Torpedos den japanischen Verband an und konnten innerhalb kurzer Zeit Treffer auf den Schlachtschiffen Fusō, die nach einer halben Stunde auseinanderbrach und sank, und Yamashiro sowie auf drei Zerstörern, von den zwei sanken, erzielen. Das ebenfalls durch Radar geleitete Feuer der amerikanischen Schiffe und Luftangriffe in den Morgenstunden führten dazu, dass von Nishimuras Kampfgruppe nur der Zerstörer Shigure übrigblieb. Die amerikanischen Verluste beliefen sich auf 39 gefallene und 114 verwundete Soldaten, hauptsächlich auf der Albert W. Grant.
Nach der Schlacht im Golf von Leyte verließ die USS Halford das Gebiet und nahm an Operationen der 3. US-Flotte von Ulithi aus teil. Am 2. Dezember 1944 kehrte sie in den Golf von Leyte zurück und deckte die anlandenden Truppen. Am 6. Dezember eskortierte sie die beschädigte SS Antone Sautrain, die bei einem Luftangriff verloren ging. Anschließend wurde die USS Halford im Geleitdienst für Nachschubtransporte nach Ormoc Bay und Truppentransporte nach Mindoro eingesetzt.

### 1945

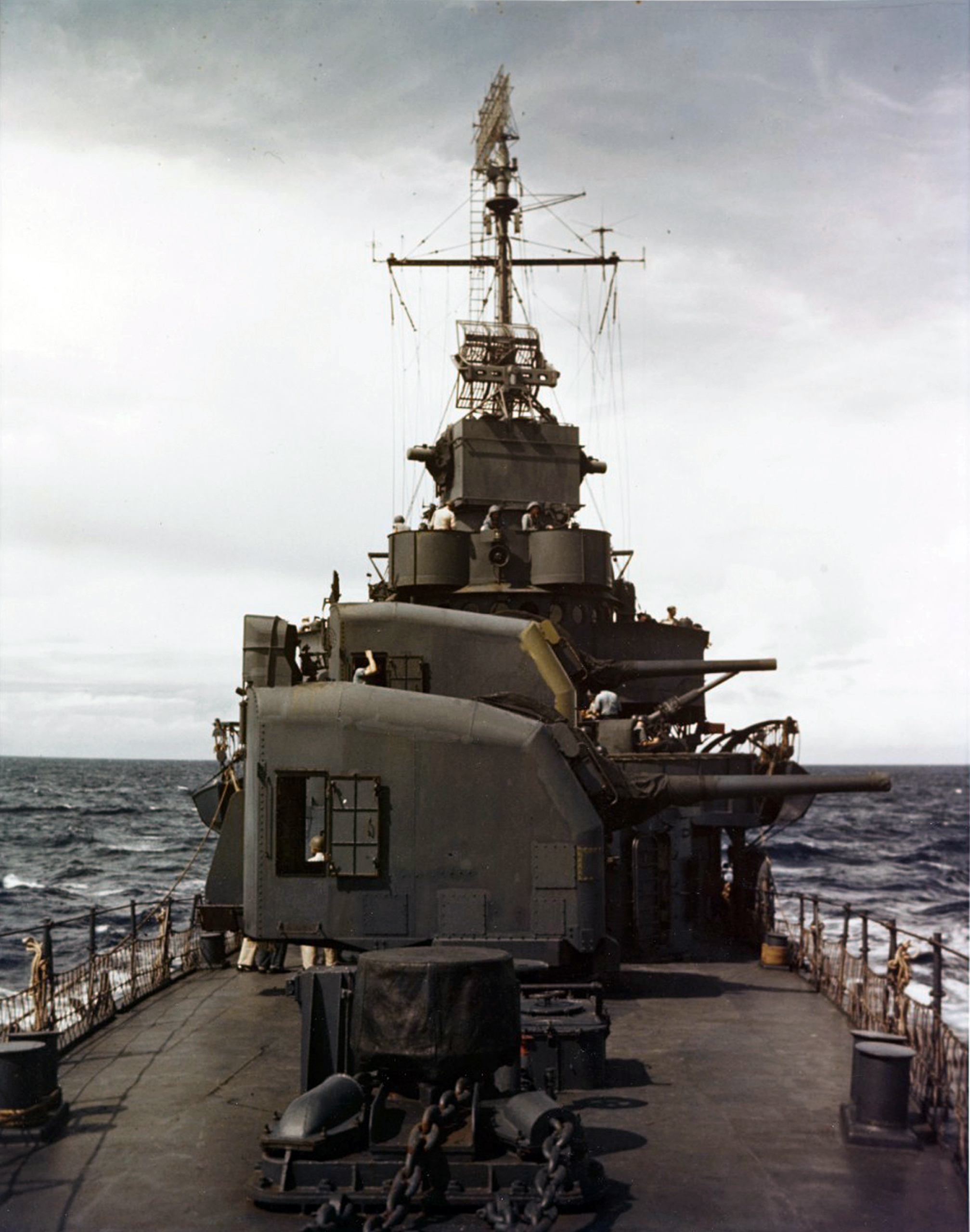
5"-Buggeschütze der USS Halford

Am 2. Januar 1945 verließ die USS Halford den Hollandia und eskortierte für die Operation Mike I Transportschiffe der Task Force (TF) 79 zum Golf von Lingayen. Am 11. Januar beschoss der Zerstörer zusammen mit anderen Schiffen den Hafen von San Fernando, wodurch drei kleinere Handelsschiffe, ein Landungsboot und mehrere Lastkähne versenkt wurden. Am nächsten Morgen setzte die USS Halford ihre Geschütze gegen Rosario ein.
Als sie am 14. Februar im Gebiet von Saipan Harbor patrouillierte, kollidierte die USS Halford bei schlechter Sicht mit der MS Terry E. Stevenson. Die Beschädigungen wurden auf Mare Island, wo sie am 24. März eintraf, repariert. Nach dem Abschluss der Reparaturen verließ die USS Halford am 27. Mai 1945 die Westküste und verlegte auf die Marshallinseln, von wo aus sie Transporte von Eniwetok nach Ulithi eskortierte. Am 11. August verließ der Zerstörer, jetzt der Nordpazifikflotte zugehörig, Eniwetok mit Ziel Adak, Alaska. Zusammen mit der aus Leichten Flugzeugträgern, Kreuzern und anderen Zerstörern bestehenden Task Force lief sie am 12. September aus Adak aus und nahm Kurs auf Japan, um dort den Marinestützpunkt Ōminato zu besetzen. Am 20. September verließ die USS Halford Ōminato und kehrte nach Alaska zurück.

## Verbleib
Die USS Halford verließ Juneau, Alaska am 1. November 1945 mit Kurs Bremerton, Washington und wurde dort vor der Inaktivierung überholt. Anschließend verlegte sie am 23. Januar 1946 nach San Diego, wo sie am 28. Januar der Reserveflotte zugeteilt wurde. Am 15. Mai 1946 wurde die USS Halford außer Dienst gestellt, am 1. Mai 1968 aus der Flottenliste gestrichen und am 2. April 1970 zum Abwracken verkauft.

## Auszeichnungen
Die USS Halford wurde während des Zweiten Weltkriegs mit 13 Battle Stars ausgezeichnet.